# 巴卡台农牧场
巴卡台农牧场或作巴卡台农场，隶属于青海省人民政府司法厅监狱管理局。位于海南藏族自治州共和县共和盆地，倒淌河镇南部，成立于1957年。以巴卡台农场之名列为共和县下辖的一个类似乡级单位。
2016年时，时任巴卡台农牧场场长加罗。

## 行政区划
巴卡台农牧场面积为8万亩，或称占地5460公顷，其中有草山4666公顷。
下辖以下地区：巴卡台农场虚拟生活区。